# 1976年モントリオールオリンピックのブルガリア選手団
1976年モントリオールオリンピックのブルガリア選手団（1976ねんモントリオールオリンピックのブルガリアせんしゅだん）は、1976年7月17日から8月1日にかけてカナダのモントリオールで開催された1976年モントリオールオリンピックのブルガリア選手団、およびその競技結果。

## 概要
今大会は金メダル6個、銀メダル9個、銅メダル7個の合計22個のメダルを獲得した。

## メダル
| メダル | 選手名                 | 競技 | 種目       |
| ------ | ---------------------- | ---- | ---------- |
| 金     | イワンカ・フリストワ   | 陸上 | 女子砲丸投 |
| 銀     | ニコリーナ・シテレワ   | 陸上 | 女子800m   |
| 銀     | マリア・ベルゴワ       | 陸上 | 女子円盤投 |
| 銅     | ヨルダンカ・ブラゴエワ | 陸上 | 女子走高跳 |